# Филип Котели
Филип Наум Котели (на македонска литературна норма: Филип Наум Котели) е офицер, генерал-лейтенант от Северна Македония.

## Биография
Роден е на 26 април 1940 г. в Охрид. През 1959 г. завършва средно икономическо училище. През 1962 г. завършва Военната академия на ЮНА с интендантски профил. Службата си започва като командир на взвод в Загреб. Остава на тази позиция до 1964 г., когато е назначен за началник на военна пекарна пак в Загреб. Между 1966 и 1972 г. е командир на рота. През 1972 г. завършва Команднощабната академия на Сухопътните войски на ЮНА. От 1972 до 1976 г. е началник на интендантска служба в Загреб, а след това до 1979 г. е офицер в интендантска служба във Вараждин. Между 1979 и 1980 г. е изпълняващ длъжността началник на интендантска база. В периода 1980 – 1987 г. е началник на интендантска база в Загреб. През 1987 г. завършва Школа за национална отбрана. От 1987 до 1991 г. е командир на интендантско-финансов школски център в Сараево. От 1991 до 1992 г. е помощник-командир на териториалната отбрана за морално-политически и правни работи. Между 1992 и 1994 г. е помощник-началник на Генералния щаб на армията на Република Македония по планирането, развитието и финансирането. В периода 1994 – 1999 г. е помощник-министър на отбраната по логистиката. През 1999 г. е помощник-началник на Генералния щаб по логистиката. Излиза в запаса през 1999 г. След това е председател на „Сдружението на ветераните и резервистите от отбраната и сигурността“, член на „Клубът на генерали на Р.Македония“, „Съюз на борците на Македония (1941 – 1945) и гражданите последователи“ и в различни спортни сдружения.

## Военни звания
- Подпоручик (1962)
- Поручик (1965)
- Капитан (1968)
- Капитан 1 клас (1971)
- Майор (1977)
- Подполковник (1981), предсрочно
- Полковник (1986)
- Генерал-майор (1993)
- Генерал-лейтенант (1997)

## Награди
- Медал за военни заслуги, 1966 година;
- Орден за военни заслуги със сребърни мечове, 1971 година;
- Орден за военни заслуги със златни мечове, 1982 година;
- Орден на Народната армия със сребърна звезда, 1977 година;
- Орден на Народната армия със златна звезда, 1986 година;
- Медал за 20 години ЮНА;
- Медал за 30 години ЮНА;
- Медал за 30 години от победата над фашизма;
- Медал за 40 години ЮНА;
- Медал за 50 години ЮНА.